# Acrophylla
Acrophylla is een geslacht van wandelende takken uit de familie Phasmatidae. De wetenschappelijke naam van dit geslacht is voor het eerst voorgesteld door George Robert Gray in een publicatie uit 1835.

## Soorten
Het geslacht Acrophylla omvat de volgende soorten:
- Acrophylla alta Coupland & Emmott, 2025
- Acrophylla bhaskarai Conle & Hennemann, 2018
- Acrophylla cookorum Brock & Coupland, 2022
- Acrophylla enceladus Gray, 1835
- Acrophylla maindroni (Redtenbacher, 1908)
- Acrophylla nubilosa Tepper, 1905
- Acrophylla sichuanensis Chen & He, 2001
- Acrophylla thoon (Stål, 1877)
- Acrophylla titan (Macleay, 1826)
- Acrophylla wuelfingi (Redtenbacher, 1908)